# Tatiana Poniaïeva-Tretiakova
Tatiana Petrovna Poniaïeva-Tretiakova (russe : Татьяна Петровна Поняева-Третьякова), née le 13 décembre 1946 à Moscou (RSFS de Russie), est une ancienne joueuse soviétique de volley-ball.
Elle est médaillée d'or aux Jeux olympiques en 1968 et 1972.

## Carrière
Tatiana Poniaïeva-Tretiakova fait partie de l'équipe soviétique qui remporte la médaille d'or du tournoi féminin de volley-ball aux Jeux olympiques d'été de 1968 ainsi que lors des Jeux olympiques d'été de 1972. Elle est également championne du monde en 1970 et médaillée d'argent en 1974. Au niveau européen, elle est double championne d'Europe en 1967 et 1970.
En club, elle évolue au CSKA Moscou de 1965 à 1972 puis au Dinamo Moscou de 173 à 1977.

## Palmarès

### Équipe nationale
- Jeux olympiques
  -  1968 à Mexico.
  -  1972 à Munich.

- Championnat du monde
  -  1970 à Varna.
  -  1974 à Guadalajara.

- Championnat d'Europe
  -  1967 à Izmir.
  -  1971 à Reggio d'Émilie.

- Championnat d'Europe des moins de 20 ans
  -  1966 à Budapest.

### En club
- Ligue des champions[2]
  - Vainqueur : 1966, 1967, 1974, 1975, 1977.
  - Finaliste : 1968, 1969.
- Championnats d'Union soviétique[2]
  - Vainqueur : 1966, 1968, 1969, 1975, 1977.
  - Finaliste : 1972, 1974.